# Europavej E67
E67 er en europavej der begynder i Helsinki i Finland og ender i Prag i Tjekkiet med en samlet længde på 970 kilometer. Undervejs går den blandt andet gennem Tallinn i Estland, Riga i Letland, Panevėžys og Kaunas i Litauen; Warszawa, Piotrków Trybunalski, Wrocław og Kłodzko i Polen; Náchod og Hradec Králové i Tjekkiet. Strækningen fra Tallinn til Warszawa kaldes også Via Baltica.